# Bitwa pod Maidą
Bitwa pod Maidą – starcie zbrojne, które miało miejsce 4 lipca 1806 r. na Półwyspie Apenińskim nieopodal miasta Maida w Kalabrii we Włoszech pomiędzy wojskami francusko-polskimi a brytyjsko-włoskimi. Bitwa zakończyła się całkowitą klęską wojsk francusko-polskich i wpłynęła bardzo negatywnie na opinię polskiego żołnierza w armii napoleońskiej, aczkolwiek nie do końca słusznie.

## Przyczyny
Bezpośrednią przyczyną bitwy była sytuacja w Kalabrii na Półwyspie Apenińskim, jaka wytworzyła się po zdobyciu półwyspu przez armie francuskie. Po początkowej klęsce Włosi powoli zaczynali się buntować przeciw panowaniu francuskiemu, a dwór sycylijski, gdzie władza francuska nie sięgała (co było konsekwencją klęski pod Trafalgarem), próbował wszystkimi siłami wzniecić powstanie na podbitych terenach skutkiem, czego była narastająca walka partyzancka aktywnością dorównująca tej z Półwyspu Iberyjskiego. Po tym jak powstanie w Kalabrii wybuchło z większą siłą dwór sycylijski starał się zmusić stacjonujące na Sycylii oddziały brytyjskie (w sile 11 000 żołnierzy) do interwencji zbrojnej. W końcu Generał John Stuart pod naciskiem i wpływem pomyślnych wiadomości nadchodzących z Kalabrii o rozdrobnieniu i małej sile oddziałów francuskich oraz o dużej sile partyzantów zgodził się wraz z dowódcą brytyjskiej eskadry floty wojennej Sir Sidneyem Smithem na interwencję. Inną przyczyną tej inwazji była również próba pokazania mieszkańcom Sycylii, że Anglicy nie boją się stawić czoła Francuzom nie tylko na morzu, ale również na lądzie, oraz zagrożenie inwazji samej Sycylii, aczkolwiek niewielkie, lecz jednak możliwe do zażegnania przez śmiały atak uprzedzający.

## Przed bitwą
Lądowanie sił inwazyjnych rozpoczęło się 1 lipca 1806 r. desantem u ujścia rzeki Lamato, którego strzegły dwie kompanie polskie – jedna pod dowództwem kapitana Laskowskiego w Santa Eufemia i druga pod dowództwem kapitana Piusa Nenchy w Maida. Kapitan Laskowski próbował powstrzymać desant swoimi mizernie małymi siłami i musiał zapłacić straszliwą cenę za ten błąd, jego kompania straciła połowę stanu 110 ludzi, a reszta w nieładzie musiała uciekać przed oskrzydlającymi ich przygniatającymi siłami. Przez całe 3 dni trwał rozładunek brytyjskich oddziałów i zbieranie się okolicznej ludności, która natychmiast poprzypinała sobie czerwone kokardy na znak buntu i wsparła siły inwazyjne ok. 1000 buntowników. Tymczasem siły francuskie w ciągu trzech dni przebyły 130 km i rozbiły obóz 3 godziny marszu od sił inwazyjnych, gdzie rozpalono ogniska i zaczęto pić za zdrowie cesarza i wygraną w bitwie, krzyki i śpiewy rozbrzmiewały do samego świtu i mieszały się ze sporadycznymi strzałami, jakimi patrole francuskie niepokoiły czujki brytyjskie.

### Skład wojsk
Siły francusko-polskie:
Generał Reynier posiadał około 9000 żołnierzy, choć Brytyjczycy przypuszczali, że 5 000, mimo to słabością jego sił było ich rozdrobnienie do obrony szlaków zaopatrzeniowych oraz walki z partyzantami, dlatego też nie mógł wykorzystać wszystkich swoich oddziałów na polu bitwy i miał w jej momencie do dyspozycji 6500 żołnierzy rozdzielonych na:
- Dwa bataliony 1 pułku lekkiej piechoty francuskiej (w Reggio)
- Dwa bataliony 42 pułku piechoty liniowej (w pobliżu Reggio)
- Dwa bataliony 23 pułku piechoty lekkiej (w Scilla)
- 4 Batalion 1 pułku Szwajcarów w służbie francuskiej (w Palmi)
- Przy tych siedmiu batalionach znajdowała się artyleria dywizyjna
- trzy bataliony 1 pułku piechoty polskiej (jeden w Tropea, drugi w Monteleone, trzeci w rejonie Cosenza), przy czym trzy kompanie tego ostatniego strzegły szpitala dywizyjnego w Cotrone.
- Kilka plutonów 9 pułku strzelców konnych francuskich (na liniach komunikacyjnych)
- Okryty później w Hiszpanii sławą Pułk Ułanów Nadwiślańskich (strzegący daleko oddalonych brzegów pomiędzy Terraciną a Ostią)

Wszystkie oddziały Reyniera składały się ze starych doświadczonych w wielu kampaniach żołnierzy. Trzy pułki francuskie zaliczano do najlepszych w armii, a doborowy był również batalion szwajcarski. Pułki polskie były również jednostkami zaprawionymi w bojach, jednak przed bitwą uzupełnione świeżym rekrutem niechętnym służbie (co było głównym powodem ich zachowania na polu bitwy).
Siły brytyjskie:
Siły użyte przez Stuarta wynosiły ok. 5400 – 5500 żołnierzy i były zorganizowane w cztery małe brygady:
- Pierwsza tzw. Straż przednia (awangarda) względnie brygada lekkiej piechoty pod dowództwem podpułkownika Kempta, składała się z ośmiu lekkich kompanii brytyjskich, jednej kompanii szwajcarskiej, 164 flankierów brytyjskich oraz 270 strzelców korsykańskich, ochotników z Sycylii (razem 966 ludzi).
- Druga pod dowództwem pułkownika Cole’a obejmowała jeden batalion brytyjski oraz sześć wydzielonych kompanii grenadierów brytyjskich (razem 1266 ludzi).
- Trzecia dowodzona przez brygadiera Aclanda była złożona z dwóch batalionów brytyjskich (łącznie 1341 ludzi).
- Czwarta pod dowództwem pułkownika Oswalda składała się z jednego brytyjskiego batalionu i jednego szwajcarskiego pułku (razem 1115 ludzi).
- Ponadto Stuart miał 10 armatek pułkowych na mułach baterię złożoną z czterech dział sześciofuntowych i dwóch haubic, oraz oddział saperów (razem 219 ludzi).
- Ze względu na niemożliwość załadowania większej ilości koni, do wyprawy należało tylko 16 konnych gońców z 20 pułku lekkich dragonów angielskich.
- Do ekspedycji należał również 20 pułk, który miał za zadanie przeprowadzenie akcji dywersyjnej odciągającej główne siły francuskie od rejonu desantu.

Bardzo niewiele z tych formacji było jednostkami starymi zaprawionymi w boju, a kilka składało się ze świeżych rekrutów, który po raz pierwszy miał brać udział w akcji.

## Bitwa
Rano 4 lipca 1806 r. obie armie szykowały się do boju; z zadania wcześniej wywiązała się armia brytyjska i to ona ruszyła do ataku ustawiając się w szyku bojowym. Widząc to wojsko francusko-polskie ustawiło się w kolumny i bitwa rozpoczęła się na dobre. Tymczasem siły buntowników mających wspomagać Brytyjczyków, delikatnie mówiąc, pozajmowały okoliczne wzgórza i nie mając ochoty na walną bitwę obserwowały z nich zmagania regularnych armii.

### Pierwsze starcie
Kiedy prawy eszelon angielski Kempta ubezpieczył strzelców korsykańskich i sycylijskich dotarli oni na wysokość zaczajonych w krzakach woltyżerów francuskich, ci z kolei ruszyli gwałtownie do ataku, rozbijając ich i zabijając dowódcę wspierającej ich kompanii angielskiej. Dopiero, kiedy flankierzy z 35 pułku brytyjskiego wysłani im na pomoc zatrzymali Francuzów, udało się im zepchnąć ich z pola.

### Atak na bagnety
Tymczasem orkiestry przestały grać, a główne wojska zbliżały się w milczeniu rzadko przerywanym ogniem z dział. Mający większy zasięg strzału Anglicy stanęli i otworzyli ogień zabijając wielu Francuzów, wtedy padła komenda atak na bagnety i wojska francuskie rzuciły się do ataku, jednak dowódcy brytyjscy pozwolili podejść atakującym bardzo blisko, po czym dali rozkaz morderczej salwy, która złamała Francuzów do tego stopnia, że pojedynczy żołnierze zaczęli uciekać a ci, co poszli dalej sami, zostali przez ich tchórzostwo rozniesieni na bagnetach brytyjskich, całe centrum francuskie się rozsypało, żołnierze ścigani przez Brytyjczyków przez obóz francuski uciekali dalej tracąc połowę stanu oddziałów.

### Rozbicie armii Reyniera
Następnie widząc sromotną klęskę w centrum w dolinie Lamato dwa bataliony piechoty liniowej załamały się i również rozpoczęły odwrót w kierunku obozu tracąc 391 ludzi. Odsłaniając centrum żołnierze francuscy uciekali przez stojące za nimi oddziały polskie zarażając ich paniką, mimo że na krótko opanowaną, bo po zaledwie jednej salwie rzuciły się do ucieczki śladami swoich francuskich kolegów. Tymczasem 78 pułk szkockich górali natarł na Szwajcarów i ci ze wszystkich batalionów Reyniera jako jedyni uratowali swoją dawną sławę. Mimo że Polacy opuścili ich lewą flankę i nacierał na nich przeważający nieprzyjaciel, potrafili dotrzymać pola, gdyż większość żołnierzy została na swoich pozycjach. Przez dziesięć minut prowadzili morderczą wymianę ognia tracąc przy tym 200 ludzi, po czym zaczęli w porządku wycofywać się w kierunku prawego (nie rozbitego skrzydła), gdzie waleczny lekki pułk piechoty Digonneta opierał się pozostałym brygadom brytyjskim. W centrum opustoszałego pola walki pozostał tylko sam zrozpaczony Reynier, gdzie zabito w końcu pod nim konia. Naprzeciw oddziałom Aclanda podążającym za Szwajcarami stanęła artyleria francuska i kawaleria, toteż sformował szybko czworoboki by stawić czoło kawalerii, przy czym obecność artylerii wywołała przy tym manewrze dosyć znaczne straty, bo 169 zabitych i rannych 1 341. Kiedy wreszcie nie wsparta piechotą kawaleria i artyleria musiały opuścić pozycję walka miała się już ku końcowi. Robicie lewego skrzydła i klęska w centrum przesądziły wynik bitwy. W momencie, kiedy pozostałe Reynierowi siły zostały zreorganizowane na polu bitwy, pojawił się 20 pułk piechoty brytyjskiej Rossa, który wyszedł niespodziewanie na prawą flankę Francuzów i rozpoczął natychmiast natarcie spychając tyralierów i strzelców konnych, po czym otworzył flankowy ogień do batalionów francuskich zmuszając wojska francuskie do generalnego odwrotu z bitwy. Cofając się szybko i zręcznie, dowódca francuski osłonił swój odwrót kawalerią i artylerią konną wspartą przez wyborowych strzelców.

## Po bitwie
Generał John Stuart uważając, że piechota nie zdoła dopędzić maszerującego przeciwnika zakazał pościgu, przy czym jedna kompania z brygady Kempta, nie odwołana na czas, poszła śladami Reyniera, ale i ona musiała z braku wsparcia zaprzestać pościgu na drugi dzień. Zaraz po bitwie Anglicy cofnęli się do swojego obozu, gdzie zjedli posiłek i odpoczęli. 5 lipca pomaszerowali do Maida po drodze zajmując obóz francuski, gdzie zajęli dużo cennych zdobyczy świadczących dobitnie o totalnej klęsce wojsk francusko-polskich w tej bitwie. Stuart nie wykorzystał w pełni zwycięstwa w bitwie pod Maidą, zamiast ścigać rozbite wojsko Reyniera w kierunku północnym, skierował się na południe i rozbijał małe garnizony francuskie lub polskie zbliżając się coraz bardziej do Sycylii, co było najwyraźniej jego zamiarem, gdyż ostatecznie załadował siły inwazyjne na statki i ruszył z powrotem do domu, sprawiając, iż cała jego akcja była pozbawiona najmniejszego sensu militarnego poza chyba jedynie wpływem psychologicznym.

## Skutki
Samo powstanie w Kalabrii zostało w błyskawiczny sposób stłumione przez marszałka Massena, który z 8000 armią niszczył ogniska buntu. Warto tu wspomnieć o miasteczku Lauria, gdzie mieszkańcy wymordowali w straszliwy sposób (torturując) garnizon polski, czego konsekwencją była straszliwa zemsta Masseny, która rozniosła się w błyskawicznym tempie po całej Kalabrii sprawiając, że gdziekolwiek zawitał ze swoimi wojskami witano go z uległością i zapewniano o dozgonnej wierności.
Jedynym poważnym skutkiem tej bitwy był jej psychologiczny wpływ na oddziały francuskie, które miały odtąd ciągle obawiać się inwazji z Sycylii.
Innym z kolei dla nas ważnym skutkiem była opinia o żołnierzu polskim, która w tej bitwie została mocno nadszarpnięta, gdyż zdając się nie pamiętać, od kogo zaczęła się masowa ucieczka centrum wojsk francusko-polskich całą winę za przegraną bitwę zrzucono na Polaków.

## Legenda bitwy
Bitwa pod Maidą jest chyba najmniej znaną i opiewaną bitwą wojen napoleońskich, a przyczyn tego jest kilka, m.in. sam pomysł inwazji był po prostu kuriozalny i absolutnie nierealny w założeniach, bo przecież Anglicy z góry wiedzieli, iż gdy nadejdą główne siły francuskie (co było oczywistym faktem), zostaną zmuszeni do odwrotu i opuszczenia Kalabrii. Innym powodem jest oczywista i całkowita klęska wojsk francusko-polskich, która nie miała żadnych większych konsekwencji militarnych skutkiem, czego została pominięta w większości źródeł opisujących te czasy.
Z kolei dla Brytyjczyków jest ona powodem do dumy, gdyż jest to pierwsza bitwa lądowa, w której udało się im pokonać wojska napoleońskie, dlatego wiele jednostek brytyjskich uważa ją za swoją walkę honorową, ustanowiono odznaczenie związane z tą bitwą, a także nazwano jej imieniem wiele garnizonów, koszar oraz ulic, parków i innych miejsc publicznych.